# Amaralina
Amaralina, amtlich portugiesisch Município de Amaralina, ist eine Kleinstadt im Norden des brasilianischen Bundesstaates Goiás. Sie liegt in der Ökoregion des Cerrado. Die Entfernung zur Hauptstadt Goiânia beträgt 306 km.
Die Gemeinde hat auf einer Fläche von 1343 km² nach der Volkszählung 2010 3434 Einwohner, die Amaralinenser (portugiesisch amaralinense) genannt werden. Die Einwohnerzahl wurde nach der Schätzung des IBGE vom 1. Juli 2019 auf 3812 Ew. anwachsend geschätzt. Die Bevölkerungsdichte liegt bei 2 bis 3 Personen pro km². Sie liegt an 190. Stelle der 246 Gemeinden Goiás.

## Stadtverwaltung
Bei den Kommunalwahlen in Brasilien 2016 wurde für die Amtszeit von 2017 bis 2020 der bisherige Stadtpräfekt (Bürgermeister) Vandeilson Gonçalves Lima von dem Partido da Social Democracia Brasileira (PSDB) wiedergewählt. Die Legislative liegt bei der Câmara Municipal, dem Stadtrat.

## Infrastruktur und Wirtschaft
Mit 18 weiteren Munizipalstädten, von denen Niquelândia die bedeutendste Gemeinde in der Nachbarschaft ist, bildete Amaralina bis 2017 die statistisch-geographische Microrregião de Porangatu (Mikroregion Porangatu). Diese Mikroregion bildete zusammen mit der Microrregião da Chapada dos Veadeiros die Mesorregião do Norte Goiano. 
Von Ost nach West führt die Bundesstraße GO-239, nach Norden in Richtung Porangatu führt die GO-151.
Haupterwerbszweige sind Landwirtschaft und Viehzucht.